# Liste der Baudenkmäler in Eslohe (Sauerland)
Die Liste der Baudenkmäler in Eslohe (Sauerland) enthält die denkmalgeschützten Bauwerke auf dem Gebiet der Gemeinde Eslohe im Hochsauerlandkreis in Nordrhein-Westfalen (Stand: Januar 2021). Diese Baudenkmäler sind in der Denkmalliste der Gemeinde Eslohe eingetragen; Grundlage für die Aufnahme ist das Denkmalschutzgesetz Nordrhein-Westfalen (DSchG NRW).

## Allgemein
- Bild: Bild des Kulturdenkmals, ggf. zusätzlich mit einem Link zu weiteren Fotos des Kulturdenkmals im Medienarchiv Wikimedia Commons
- Bezeichnung: Name des Kulturdenkmals
- Lage: Straßenname und Hausnummer oder Flurstücknummer des Kulturdenkmal, gegebenenfalls auch den Ortsteil. Die Grundsortierung der Liste erfolgt nach dieser Adresse. Der Link (Karte) führt zu verschiedenen Kartendiensten mit der Position des Kulturdenkmals. Fehlt dieser Link, wurden die Koordinaten noch nicht eingetragen. Sind diese bekannt, können sie über ein Tool mit einer Kartenansicht einfach nachgetragen werden. In dieser Kartenansicht sind Kulturdenkmale ohne Koordinaten mit einem roten bzw. orangen Marker dargestellt und können durch Verschieben auf die richtige Position in der Karte mit Koordinaten versehen werden. Kulturdenkmale ohne Bild sind an einem blauen bzw. roten Marker erkennbar.
- Beschreibung: Kurzcharakteristik des Kulturdenkmals
- Bauzeit: Baubeginn, Fertigstellung, Datum der Erstnennung oder grobe zeitliche Einordnung entsprechend des Eintrags in der zuständigen Denkmaldatenbank
- Eingetragen seit: Datum der Erfassung in der zuständigen Denkmaldatenbank

Die Reihenfolge wird durch die Adresse (Straßennamen) bestimmt. Nach Per Klick auf das schwarze Dreieck (Lage) nach Ortsteilen sortierbar.

## Denkmäler
| Bild                                                                     | Bezeichnung                                                              | Lage                                                         | Beschreibung | Bauzeit | Eingetragen seit | Denkmal- nummer |
| ------------------------------------------------------------------------ | ------------------------------------------------------------------------ | ------------------------------------------------------------ | ------------ | ------- | ---------------- | --------------- |
| Fachwerkhäuser „Am Hammer 18 u. 20“                                      | Fachwerkhäuser „Am Hammer 18 u. 20“                                      | Eslohe Am Hammer 18 u. 20 Karte                              |              |         | 11.12.1985       | 32              |
| Jüdischer Friedhof „Am Jaitstein“                                        | Jüdischer Friedhof „Am Jaitstein“                                        | Wenholthausen Am Jaitstein Karte                             |              |         | 17.12.2007       | 65              |
| weitere Bilder                                                           | Alte Mühle                                                               | Cobbenrode Am Mühlknapp 11 Karte                             |              |         | 11.12.1985       | 15              |
| Kriegerdenkmal                                                           | Kriegerdenkmal                                                           | Eslohe Alter Kurpark Karte                                   |              |         | 12.02.1991       | 52              |
| Kapelle„Hl. Kreuz“ Auf dem Eibel                                         | Kapelle„Hl. Kreuz“ Auf dem Eibel                                         | Wenholthausen Auf dem Eibel / Zum Eibel Karte                |              |         | 11.12.1985       | 42              |
| Kapelle „St. Elisabeth“                                                  | Kapelle „St. Elisabeth“                                                  | Reiste Auf dem Lohof Karte                                   |              |         | 14.11.1995       | 58              |
| Kapelle „St. Margaretha“                                                 | Kapelle „St. Margaretha“                                                 | Beisinghausen Karte                                          |              |         | 22.07.1983       | 2               |
| Haus Blessenohl, Hauptgebäude u. Scheune (Stall) des ehem. Rittergutes   | Haus Blessenohl, Hauptgebäude u. Scheune (Stall) des ehem. Rittergutes   | Blessenohl 1 Karte                                           |              |         | 11.12.1985       | 43              |
| BW                                                                       | Kapelle „St. Jacobi“                                                     | Bremscheid Karte                                             |              |         | 11.12.1985       | 13              |
| Hofkapelle der Hofanlage                                                 | Hofkapelle der Hofanlage                                                 | Bremscheid 5 Karte                                           |              |         | 14.10.2002       | 62              |
| BW                                                                       | Wohnhaus                                                                 | Bremscheid 16 Karte                                          |              |         | 11.12.1985       | 45              |
| Kapelle „St. Agatha“                                                     | Kapelle „St. Agatha“                                                     | Büemke Karte                                                 |              |         | 23.10.1985       | 11              |
| Kapelle „Maria Heimsuchung“                                              | Kapelle „Maria Heimsuchung“                                              | Büenfeld Karte                                               |              |         | 20.09.1984       | 10              |
| Kapelle St. Antonius Abt.                                                | Kapelle St. Antonius Abt.                                                | Dormecke Karte                                               |              |         | 11.12.1985       | 16              |
| Kirche „St. Hubertus“                                                    | Kirche „St. Hubertus“                                                    | Kückelheim Franziskusstraße 11 Karte                         |              |         | 11.12.1985       | 29              |
| Kapelle „St. Nikolaus“ mit Barockaltar                                   | Kapelle „St. Nikolaus“ mit Barockaltar                                   | Frielinghausen Karte                                         |              |         | 11.12.1985       | 24              |
| Ehem. Wasserburg Haus Wenne mit allen Gebäuden älterer ??                | Ehem. Wasserburg Haus Wenne mit allen Gebäuden älterer ??                | Eslohe Haus Wenne Karte                                      |              |         | 11.12.1985       | 48              |
| Kapelle St. Margaretha mit Barockaltar                                   | Kapelle St. Margaretha mit Barockaltar                                   | Hengsbeck Karte                                              |              |         | 11.12.1985       | 25              |
| Kapelle „St. Lorenz“                                                     | Kapelle „St. Lorenz“                                                     | Herhagen Karte                                               |              |         | 11.12.1985       | 26              |
| BW                                                                       | Haupthaus der Hofanlage                                                  | Herhagen Nr. 10 Karte                                        |              |         | 22.03.1996       | 59              |
| BW                                                                       | Fachwerkhaupthaus des Hofes                                              | Eslohe Homerstraße 21 Karte                                  |              |         | 27.10.1986       | 50              |
| Kapelle „St. Antonius erem.“ mit neoromanischem Altar sowie ??           | Kapelle „St. Antonius erem.“ mit neoromanischem Altar sowie ??           | Isingheim Karte                                              |              |         | 11.12.1985       | 27              |
| BW                                                                       | Knochenmühle mit Mühlrad                                                 | Isingheim Karte                                              |              |         | 11.12.1985       | 28              |
| Wohnhaus u. Scheune                                                      | Wohnhaus u. Scheune                                                      | Isingheim Nr. 3 Karte                                        |              |         | 11.12.1985       | 49              |
| Kapelle „St. Hubertus“ (Nikolaus) mit barockem Altar u. zwei Figuren     | Kapelle „St. Hubertus“ (Nikolaus) mit barockem Altar u. zwei Figuren     | Wenholthausen Kapellenweg Karte                              |              |         | 11.12.1985       | 41              |
| Pfarrhaus Eslohe                                                         | Pfarrhaus Eslohe                                                         | Eslohe Kirchstraße 2 Karte                                   |              |         | 11.12.1985       | 20              |
| weitere Bilder                                                           | Pfarrkirche „St. Peter und Paul“                                         | Eslohe Kirchstraße 7 Karte                                   |              |         | 11.12.1985       | 17              |
| Wohnhaus des Hofes                                                       | Wohnhaus des Hofes                                                       | Eslohe Kupferstraße 2 Karte                                  |              |         | 18.02.1993       | 54              |
| Wohnhaus                                                                 | Wohnhaus                                                                 | Eslohe Kupferstraße 3 Karte                                  |              |         | 11.12.1985       | 46              |
| Kapelle „St. Barbara“                                                    | Kapelle „St. Barbara“                                                    | Landenbeck Karte                                             |              |         | 11.12.1985       | 30              |
| BW                                                                       | Wohnhaus                                                                 | Landenbeck Nr. 2 Karte                                       |              |         | 22.09.2000       | 60              |
| BW                                                                       | Kapelle „St. Stephanus“                                                  | Leckmart Karte                                               |              |         | 20.09.1984       | 7               |
| BW                                                                       | Wohnhaus                                                                 | Lochtrop Nr. 2 Karte                                         |              |         | 25.07.1983       | 4               |
| Straßenseitiger Giebel des ehem. Haupthauses                             | Straßenseitiger Giebel des ehem. Haupthauses                             | Wenholthausen Mathemeckestraße Karte                         |              |         | 11.12.1985       | 44              |
| Bildstock am Friedhof                                                    | Bildstock am Friedhof                                                    | Reiste Mescheder Straße Karte                                |              |         | 11.12.1985       | 38              |
| weitere Bilder                                                           | Kath. Pfarrkirche „St. Pankratius“                                       | Reiste Mescheder Straße 36 Karte                             |              |         | 11.12.1985       | 36              |
| BW                                                                       | Wohnhaus                                                                 | Bremke Mindener Straße 34 Karte                              |              |         | 09.10.1984       | 9               |
| Kapelle „St. Bernhard“                                                   | Kapelle „St. Bernhard“                                                   | Nichtinghausen Karte                                         |              |         | 11.12.1985       | 31              |
| Kapelle „St. Vinzenz“                                                    | Kapelle „St. Vinzenz“                                                    | Niedermarpe Karte                                            |              |         | 22.07.1983       | 3               |
| Kapelle „St. Maria dol.“ (Vierzehn Nothelfer) mit Altar, Pieta u. den ?? | Kapelle „St. Maria dol.“ (Vierzehn Nothelfer) mit Altar, Pieta u. den ?? | Niederreiste Karte                                           |              |         | 11.12.1985       | 33              |
| Kapelle „St. Fabian und Sebastian“ (Quirinus)                            | Kapelle „St. Fabian und Sebastian“ (Quirinus)                            | Niedersalwey Karte                                           |              |         | 11.12.1985       | 34              |
| Kapelle „Hl. Drei Könige“                                                | Kapelle „Hl. Drei Könige“                                                | Oberlandenbeck Karte                                         |              |         | 11.12.1985       | 35              |
| BW                                                                       | Kapelle „St. Georg“                                                      | Obermarpe Karte                                              |              |         | 11.12.1985       | 47              |
| BW                                                                       | Haupthaus u. Backhaus des Hofes                                          | Obermarpe Nr. 1 Karte                                        |              |         | 29.08.1990       | 51              |
| BW                                                                       | Kapelle „St. Johannes Enthauptung“                                       | Obersalwey Karte                                             |              |         | 20.09.1984       | 6               |
| weitere Bilder                                                           | Schloss Obersalwey                                                       | Obersalwey Nr. 41 Karte                                      |              |         | 20.09.1984       | 8               |
| weitere Bilder                                                           | Stertschultenhof, Haupthaus des Hofes                                    | Cobbenrode Olper Straße 3 Karte                              |              |         | 11.12.1985       | 14              |
| Nepomuk-Brückenfigur                                                     | Nepomuk-Brückenfigur                                                     | Eslohe Papestraße auf der Esselbachbrücke Karte              |              |         | 11.12.1985       | 19              |
| Wohnhaus                                                                 | Wohnhaus                                                                 | Eslohe Papestraße 11 Karte                                   |              |         | 11.12.1985       | 21              |
| Wohnhaus                                                                 | Wohnhaus                                                                 | Eslohe Papestraße 12 Karte                                   |              |         | 11.12.1985       | 22              |
| Wassermühle mit Ober- u. Untergraben                                     | Wassermühle mit Ober- u. Untergraben                                     | Wenholthausen Passelweg 3 Karte                              |              |         | 06.04.1993       | 55              |
| Haupthaus u. Massivspeicher des Hofes                                    | Haupthaus u. Massivspeicher des Hofes                                    | Sallinghausen Nr. 1 Karte                                    |              |         | 11.12.1985       | 39              |
| BW                                                                       | Kreuzweg zur Kapelle „Hl. Kreuz“ mit 14 Kreuzwegstationen                | Eslohe Schützenweg Karte                                     |              |         | 07.07.1993       | 56              |
| BW                                                                       | Kapelle „St. Agatha u. St. Lucia“                                        | Sieperting Karte                                             |              |         | 23.10.1985       | 12              |
| BW                                                                       | Wohnhaus                                                                 | Sieperting Nr. 24a Karte                                     |              |         | 11.12.1985       | 40              |
| BW                                                                       | Wohnhaus                                                                 | Sieperting Nr. 28 Karte                                      |              |         | 24.11.1982       | 1               |
| Rochuskapelle                                                            | Rochuskapelle                                                            | Eslohe St.-Rochus-Weg Karte                                  |              |         | 11.12.1985       | 18              |
| Kreuzweg mit 14 Kreuzwegstationen zur                                    | Kreuzweg mit 14 Kreuzwegstationen zur                                    | Eslohe St.-Rochus-Weg Karte                                  |              |         | 09.01.1995       | 57              |
| Gaststätte und Wohnhaus                                                  | Gaststätte und Wohnhaus                                                  | Eslohe St.-Rochus-Weg 1 Karte                                |              |         | 11.12.1985       | 23              |
| weitere Bilder                                                           | Eisenbahnbrücke                                                          | Wenholthausen zwischen Eslohe und Wenholthausen, L 541 Karte |              | 1909    | 30.03.2006       | 64              |
| Straßenbrücke (Wennebrücke)                                              | Straßenbrücke (Wennebrücke)                                              | Wenholthausen Karte                                          |              |         | 10.10.2005       | 63              |
| BW                                                                       | Ehemaliges Schmiedegebäude                                               | Kückelheim Zum Hohenstein 1 Karte                            |              |         | 26.11.2001       | 61              |

## Ehemalige Denkmäler
| Bild | Bezeichnung                               | Lage                        | Beschreibung | Bauzeit | Eingetragen seit      | Denkmal- nummer |
| --- | ----------------------------------------- | --------------------------- | ------------ | ------- | --------------------- | --------------- |
| [[Vorlage:Bilderwunsch/code!/C:51.257498,8.174139!/D:Haus Eickhoff Störmann (wurde abgerissen), Hauptstraße 8!/\|BW]] | Haus Eickhoff Störmann (wurde abgerissen) | Eslohe Hauptstraße 8 Karte  |              |         | 06.08.1991 (gelöscht) | 53              |
| [[Vorlage:Bilderwunsch/code!/C:51.252757,8.166758!/D:Ehem. Postgebäude (wurde abgerissen), Hauptstraße 82!/\|BW]]     | Ehem. Postgebäude (wurde abgerissen)      | Eslohe Hauptstraße 82 Karte |              |         | 11.08.1983 (gelöscht) | 5               |
| Kapellenbau bei der Pfarrkirche                                                                                       | Kapellenbau bei der Pfarrkirche           | Reiste Mescheder Straße     |              |         | 11.12.1985 (gelöscht) | 37              |